# Droits des femmes aux Tonga
Les droits des femmes aux Tonga, comparés aux objectifs de la CEDAW des Nations Unies, ne sont pas entièrement conformes aux exigences de la convention. Bien que le Parlement et le gouvernement tongiens aient réfléchi à cette question, la ratification de la CEDAW n’est toujours pas résolue.
Les facteurs déterminants pour la non-ratification de la CEDAW sont liés au protectionnisme culturel des Anga Fakatonga. Les questions relatives aux droits des femmes aux Tonga comprennent les facteurs relatifs au droit foncier des femmes, à la violence contre les femmes, à la participation politique au parlement et à l’attitude culturelle générale envers les inégalités entre les sexes. De nombreux problèmes d’inégalités entre les sexes au sein de la culture tongienne sont renforcés dans le foyer et dans les structures complexes de la hiérarchie familiale culturelle.
La question des droits des femmes à Tonga n’est pas entièrement ignorée dans la culture et le gouvernement tongiens, et des réformes sont envisagées. Les femmes des Tonga ont le droit de vote depuis que feu Sa Majesté la reine Sālote Tupou III a modifié la constitution autorisant ce droit en 1951. D’autres réformes et amendements à la Constitution tongienne sont envisagés. La violence contre les femmes est mise en lumière et des mesures sont prises pour mieux appliquer les lois protégeant les femmes contre la violence domestique.

## Inégalités de genre à Tonga
Selon le Rapport sur le développement humain 2011 (RDH), les Tonga se classent au 90e rang sur 187 pays en termes d'indice de développement humain (IDH). En termes d’inégalités entre les sexes, un indicateur clé qui ressort du RDH est qu’en 2011, les femmes tongiennes constituent 3,4 % des représentants élus, ce qui contraste fortement avec les moyennes régionales de l’Asie de l’Est et du Pacifique (20,2 %) et des petits pays insulaires en développement (20,6 %). De plus, aucune femme n’est élue aux élections de 2010, même si l’une d’entre elles est nommée à un poste ministériel. Cette faible représentation politique ne semble pas provenir du faible niveau d’éducation des femmes, puisque, selon le RDH 2011, 84 % des femmes et 87,8 % des hommes aux Tonga ont au moins un niveau d’éducation secondaire, ce qui est bien au-dessus des moyennes régionales de l’Asie de l’Est et du Pacifique et des petits pays insulaires en développement. Il y a une disparité dans la participation des femmes au marché du travail par rapport au taux de participation des hommes : la moitié des femmes tongiennes sont actives contre 75 % des hommes tongiens.
La population masculine et féminine dans la population totale des Tonga est presque égale, la population masculine totale étant de 52 350 hommes et 52 360 femmes. D'après ces données sur le ratio de la population totale, il n'existe aucune donnée visible montrant qu'il existe un biais sexiste en faveur des naissances sélectives en fonction du sexe.

## Tonga et la CEDAW
Avec les Palaos, les Tonga sont l'un des deux pays de la région Pacifique et l'un des six pays au monde qui n'ont pas encore ratifié la Convention sur l'élimination de toutes les formes de discrimination à l'égard des femmes. La CEDAW est considérée par beaucoup comme une déclaration internationale des droits des femmes et vise à créer des idéaux universels pour les droits des femmes et l’égalité des sexes. En septembre 2009, l’Assemblée législative a voté par 18 voix contre 1 et 4 abstentions contre la ratification de la CEDAW. Le premier ministre tongien indique que cette ratification porterait atteinte à l'héritage culturel et social des Tonga. Ofa Likiliki milite en faveur de la ratification de la CEDAW depuis 11 ans. Le 9 mars 2015, dans une décision historique, le gouvernement tongien accepte de ratifier la Convention avec des réserves. Bien que la signature ait été faite avec des réserves, Likiliki a vu cette démarche comme une démarche positive qui signifie que le gouvernement est disposé à apporter des changements.

## La structure sociale des Tonga
La culture traditionnelle tongienne possède des traditions anciennes de stratifications sociales en fonction de l'ascendance, de l'âge, de l'orientation sexuelle et de l'ordre de naissance. L'Api, ou ordre fondamental de la société tongienne, est basé sur le contrôle masculin le plus ancien sur un groupe familial. Ce contrôle est une responsabilité du groupe familial, mais il donne également un pouvoir de décision sur des choses telles que l'allocation des ressources, les tâches familiales et la discipline.
Traditionnellement, la prise de décision est prise par le père/mari. Profondément ancré dans le cadre culturel tongien, ce leadership patriarcal, ou « Ulumotu'a » (homme le plus âgé), place le dernier mot des décisions entre les mains du chef masculin de chaque famille tongienne. La fahu, la femme la plus élevée dans la structure sociale, ou la sœur aînée dans la structure familiale, détient un titre mais n'a traditionnellement aucun pouvoir de décision.

## Droits fonciers des femmes
Historiquement, le Royaume des Tonga est centré sur la culture et l'agriculture. Les premiers explorateurs ont rapporté des récits faisant état de magnifiques jardins plantés de manière symétrique et soigneusement entretenus. Aujourd’hui, une grande partie des Tonga, en particulier dans les zones rurales reculées et dispersées sur les nombreuses îles, dépendent encore de l’agriculture pour leur subsistance. Cette technique de culture toujours tourné autour de l'importance des femmes et de leur responsabilité dans une grande partie du travail qui y est associé. La participation physique des femmes tongiennes comprend la culture et la commercialisation des produits agricoles. Bien que les femmes aient joué un rôle essentiel dans la culture et l'utilisation des terres, elles ne peuvent toujours pas posséder de terres aujourd'hui, en vertu de la constitution du Royaume.
En vue d’une éventuelle modification des restrictions constitutionnelles actuelles concernant les femmes et la propriété foncière, les Tonga pourraient faire un grand pas en avant vers la ratification de la Convention des Nations Unies sur l’élimination de toutes les formes de discrimination à l’égard des femmes (CEDAW). Indépendamment du respect et de la ratification éventuelle de la CEDAW, par le biais d'un amendement des lois constitutionnelles actuelles, on pense que la possibilité pour les femmes de posséder des terres contribuera à faire progresser les droits des femmes à grande échelle.